# Zenei stílusok listája
Ez lista a zenei stílusokat gyűjti össze.

## Regionális

### Afrikai zene
- Afrikai heavy metal
- Afrikai hiphop
- Afrobeat
- Afrobeats
- Afro-soul
- Amapiano
- Ambasse bey
- Apala
- Assiko
- Azonto
- Bajourou
- Bantowbol
- Batuque
- Bend-skin
- Benga
- Bikutsi
- Boomba
- Cape jazz
- Chaabi
- Chimurenga
- Colá
- Coladeira
- Coupé-décalé
- Fuji
- Funaná
- Genge
- Gnaua
- Gqom
- Highlife (wd)
- Hipco
- Hiplife
- Isicathamiya
- Jaiva
- Jit
- Jùjú (wd)
- Kadongo Kamu
- Kidandali
- Kizomba
- Kongói rumba
- Kuduro
- Kwaito
- Kwassa kwassa
- Kwela (wd)
- Logobi
- Madiaba
- Mahraganat
- Makossa
- Marabi
- Marrabenta
- Maloya
- Mbalax (wd)
- Mbaqanga
- Mbube
- Morna
- Muziki wa dansi
- Ndombolo
- Njuup
- Odi Pop
- Palm-wine (wd)
- Raï
- Sakara
- Salegy
- Santé engagé
- Sega
  - Seggae
- Semba
- Sesube
- Shaabi
- Shangaan Electro
- Soukous (wd)
- Taarab
- Tabanka
- Wassoulou
- Zaley
- Zamrock
- Ziglibithy
- Zimdancehall
- Zoblazo
- Zouglou

### Ázsiai

#### Kelet-ázsiai
- Anison (japán)
- kantopop
- C-pop
- enka
- J-pop
- kawaii metal
- Kayōkyoku
- K-pop
- mandopop
- P-pop
- tajvani pop
- V-pop

#### Délkelet-ázsiai
- Keroncong (indonéz)
- Gamelán (indonéz)
- Luk Thung (thai)
  - Luk Krung
- Manila Sound (filippínó)
- V-pop (vietnámi)
- Morlam (lao)
- Pinoy pop (filippínó)
- Pop sunda (indonéz)
- Thai pop

#### Indiai szubkontinens
- Baila (Srí Lanka)
- Baul
- Bhangra
- Dangdut
- Filmi
- Goa trance
- Indi-pop
- Indiai klasszikus
  - Hindusztáni (wd)
    - Rága

  - Karnátikus zene (wd)
- Lavani
- Filmzene (wd)

### Latin
- Brazil
  - Axé
  - Brega
    - Tecnobrega

  - Choro
  - Forró
  - Frevo
  - Funk carioca
  - Lambada
  - Maracatu
    - Tropicalia

  - Música sertaneja
  - Szamba
- Latin jazz
  - Afro-kubai jazz
  - Bossa Nova
- Latin pop
- Latin swing
- Latin rock
  - Chicano rock
- Reggaeton
- Mexikói (regionális)
  - Banda
  - Norteño
- Tradicionális:
  - Flamenco
  - Tango
  - Népi
    - Bullerengue
    - Fado
    - Grupera
    - Huayno
    - Mariachi
      - Ranchera

    - Mexikói son
    - Música criolla
    - Nueva canción
- Trópusi
  - Bachata
  - Bolero
  - Criolla
  - Cumbia
    - Chicha
    - Porro

  - Guajira
  - Mambo
  - Merengue
  - Rumba
  - Salsa
  - Son
  - Tejano
  - Timba
  - Tropipop
  - Vallenato

### Karib- és a karibi térség befolyásolta zene
- Calypso
- Cha-cha-chá
- Mambó
- Merengue
- Punta
- Punta rock
- Rasin
- Reggae
  - Dub
  - Lovers rock
  - Ragga
  - Ragga jungle
- Rocksteady
- Rumba
- Ska
  - 2 Tone
  - Ska-punk
- Salsa
- Son cubano
- Songo
- Soca
- Timba
- Twoubadou
- Zouk

### Népi
- Americana
- Anti-folk
- Chalga
- Corrido
- Filk zene
- Folk-rock
- Folktronica
  - Kelta rock
- Freak folk
- Indie folk
- Indusztriális népzene
- Kelta zene
- Neofolk
- Mariachi
  - Ranchera
- Nemzeti, etnikumi:
  - Albán
  - Cigány
  - Magyar
  - Török
- Progresszív népzene
- Protest song
- Psychedelic folk
- Skiffle
- Sung poetry
- Vadnyugati zene (cowboy/western)

## Könnyűzene

### Avantgárd
- Zaj
- Crossover zene
- Danger
- Drone
- Elektroakusztikus
- Indusztriális zene
- Instrumentális
- Lo-fi
- Musique concrète
- Outsider

### Blues
- Afrikai blues
- Blues-rock
  - Boogie rock
- Chicago blues
- Country blues
- Delta blues
- Desert blues
- Electric blues
- Gospel blues
- Jump blues
- Punk blues
- Rhythm and blues
- Soul blues

### Komédia
- Komédia zene
- Komédia rock
- Paródia zene
- Mém rap

### Country
- Alternatív country
  - Cowpunk
- Americana
- Ausztrál country
- Bakersfield sound
- Bluegrass
- Country blues
- Country pop
- Country rap
- Country rock
  - Cajun fiddle tunes
- Dansband
- Gothic country
- Honky-tonk
- Keresztény country zene
- Progresszív country
- Red dirt
- Rockabilly
  - Hellbilly
  - Psychobilly/Punkabilly
- Texas country

### Elektronikus
- Ambient
  - Ambient dub
  - Dark ambient
    - Dungeon synth

  - Drone
  - Illbient
  - New Age
    - Space
- Ázsiai underground
- Breakbeat
  - Acid breaks
  - Baltimore club
    - Jersey club

  - Big beat
  - Breakbeat hardcore
    - Darkcore

  - Broken beat
  - Florida breaks
  - Nu skool breaks
- Chillout
  - Downtempo
  - Psybient
  - Trip hop
- Chopped and screwed
- Diszkó
  - Afro/cosmic music
  - Disco polo
  - Euro disco
  - Italo diszkó
  - Nu-disco
  - Posztdiszkó
  - Space disco
- Drum and bass
  - Liquid funk
  - Neurofunk
  - Jump-up
  - Darkstep
  - Drumstep
  - Funkstep
  - Hardstep
  - Sambass
  - Techstep
- Dub
  - Ambient dub
  - Dancehall
  - Dub poetry
  - Dub reggae
  - Dub techno
  - Dubstep
  - Dubtronica
- Electro (zene)
  - Freestyle
- Electroakusztikus
- Electronic rock
  - Alternative dance
  - Coldwave
  - Dance-punk
  - Dark wave
  - Electroclash
  - Electronicore
  - Electropunk
  - Ethereal wave
  - Krautrock
  - Minimal wave
  - New rave
  - Nu-gaze
  - Space rock
  - Synthpop
- Electronica
  - Dubtronica
  - Ethnic electronica
  - Folktronica
  - Funktronica
  - Livetronica
- Hardcore
  - Gabba
  - 4-beat
  - Breakbeat hardcore
  - Bouncy techno
  - Breakcore
  - Digital hardcore
  - Darkcore
  - Happy hardcore
  - Mákina
  - Speedcore
  - UK hardcore
  - Doomcore
- Hardstyle
  - Dubstyle
  - Jumpstyle
  - Lento violento
  - Hardbass
- Hi-NRG
  - Eurobeat
  - Eurodance
    - Bubblegum dance
    - Italo dance
- House
  - Acid house
  - Ambient house
  - Chicago house
  - Deep house
    - Future house

  - Diva house
  - Electro house
    - Big room house
    - Complextro
    - Fidget house
    - Moombahton
      - Moombahcore

  - Funky house
  - Garage house
  - Ghetto house
    - Ghettotech

  - Hardbag
  - Hard house
    - Hard dance
    - Hard NRG

  - Hip house
  - Italo house
  - Jazz house
  - Kidandali
  - New beat
  - Progresszív house
  - Rara tech
  - Tech house
  - Tribal house
  - Trival
- Indusztriális zene
  - Aggrotech
  - Cybergrind
  - Electro-industrial
  - Dark electro
  - Futurepop
  - Industrial metal
  - Industrial rock
  - Japanoise
  - Martial industrial
  - Neue Deutsche Härte
  - Power electronics
    - Death industrial

  - Power noise
- IDM
  - Glitch
    - Glitch hop

  - Wonky
- Jungle
  - Darkcore jungle
  - Raggacore
- Post-disco
  - Boogie
  - Electropop
    - Chillwave
    - Vaporwave

  - Dance-pop
  - Dance-rock
- Techno
  - Acid techno
  - Dub techno
  - Free tekno
  - Minimal techno
  - Nortec
  - Tecno brega
  - Techdombe
- Trance zene
  - Acid trance
  - Dream trance
  - Euro-trance
  - Hard trance
  - Nitzhonot
  - Pszichedelikus trance
    - Full on
    - Suomisaundi

  - Goa trance
  - Progresszív trance
  - Tech trance
  - Uplifting trance
- UK garage
  - 2-step garage
    - Dubstep

  - Breakstep
  - Future garage
  - Speed garage
  - UK funky
- Vaporwave
- Videójáték zene
  - Chiptune
  - Nintendocore
    - Splatune
- Stylophonic Pop

### Hiphop
- Alternatív hip-hop
  - Hipster hop
- Boom bap
- Bounce
- Brit hip-hop
  - Road rap
- Chopped and screwed
- Chopper
- Cloud rap
- Komédia hip-hop
- Crunk
  - Crunkcore
- Keleti parti hip-hop
- Emo rap
- Freestyle rap
- G-funk
- Hardcore hip-hop
  - Piszkos rap
  - Gengszter rap
    - Maffiózó rap

  - Horrorcore
  - Memphis rap
- Hyphy
  - Jerkin'
- Instrumentális hip-hop
- Latin hip-hop
  - Chicano rap
- Lofi hip-hop
- Miami bass
- Mumble rap
- Nerdcore
  - Chap hop
- Politikai hip-hop
  - Tudatos hip-hop
- Pop-rap
- Progresszív rap
- Rap opera
- Vallásos hip-hop
  - Keresztény hip-hop
  - Zsidó hip-hop
- Snap zene
- Déli hip-hop
- Trap
  - Drill
    - Brooklyn drill
    - UK drill

  - Latin trap
  - Phonk
  - Tread
- Turntablisms
- Underground hip-hop
- Nyugati parti hip-hop

### Dzsessz
- Acid jazz
- Afro-kubai jazz
- Alt-jazz
- Avant-garde jazz
- Bebop
- Big band
- Boogie-woogie
- Bossa nova
- British dance band
- Cape jazz
- Chamber jazz
- Continental jazz
- Cool jazz
- Crossover jazz
- Dixieland
- Electro swing
- Ethio-jazz
- Ethno jazz
- Európai free jazz
- Flamenco jazz
- Free funk
- Free improvisation
- Free jazz
- Gypsy jazz
- Hard bop
- Indo jazz
- Jazz blues
- Jazz-funk
- Jazz fusion
- Jazz poetry
- Jazz pop
- Jazz rap
- Jazz rock
- Kansas City jazz
- Latin jazz
- Livetronica
- M-Base
- Mainstream jazz
- Modal jazz
- Neo-bop jazz
- Neo-swing
- Nu jazz
- Orchestral jazz
- Post-bop
- Punk jazz
- Ragtime
- Samba-jazz
- Shibuya-kei
- Ska jazz
- Smooth jazz
- Soul jazz
- Stride jazz
- Swing
- Third stream
- Trad jazz

### Pop
- Arab pop
- Art Pop
- Barokk pop
- Brit pop
- Canción
- Canzone
- Chalga
- Chanson
- Country pop
- Cringe pop
- C-pop (kínai)
  - Hokkien pop
  - Mandopop
- Dance-pop
- Disco polo
- Elektropop
- Europop
  - Austropop
  - Eurobeat
  - Italo dance
  - Italo disco
  - Laïkó
  - Latin pop
  - Nederpop
  - Orosz pop
- Fado
- Folk pop
  - Manele (Románia)
- Indie pop
- J-pop (japán)
- Jangle pop
- Kamarapop
- Keresztény pop
- K-pop (koreai)
- Latin ballad
- Pop-opera
- Pop-rap
- Pop-rock
  - Power pop
  - Soft rock
  - Pop-punk
- Pop-soul
- Progresszív pop
- Pszichedelikus pop
- Rágógumi-pop
- Rebetiko
- Sophisti-pop
- Space age pop
- Sunshine pop
- Swamp pop
- Szintipop
- Tinipop
- Turbofolk
- Vispop
- Wonky pop
- Worldbeat

### R&Béssoul
- Alternatív R&B
- Disco
- Funk
  - Deep funk
  - Minneapolis sound
- Freestyle zene
- Hip-hop soul
  - P-Funk
  - Post-disco
  - Boogie
- PBR&B
- Gospel
- New jack swing
- Rhythm and blues
- Soul
  - Cinematic soul
  - Északi soul
  - Fehér soul
  - Neosoul
  - Pszichedelikus soul
  - Quiet storm
  - Southern soul

### Rock
- Afro rock
- Aktív rock
- Alternatív rock
  - Britpop
    - Poszt-britpop

  - Dream pop
    - Shoegaze

  - Grunge
    - Post-grunge

  - Indie rock
    - Kindie rock
    - Math rock
    - Midwest emo
    - Post-punk revival
    - Slacker rock

  - Madchester
  - Noise-pop
  - Sadcore
  - Slowcore
- AOR
- Arena rock
- Beatzene
  - Brit invázió
  - Freakbeat
  - Nederbeat
- Brazil rock
  - Szamba-rock
- Dark cabaret
- Death rock
- Elektronikus rock
  - Electronicore
- Experimentális rock
  - Art rock
  - Indusztriális rock
  - Post-punk
    - Dance-punk
    - Dance-rock
    - Gothic rock
    - No wave
    - Noise rock

  - Posztrock
    - Post-metal
- Folk-rock
  - Brit folk-rock
  - Kelta rock
  - Középkori folk-rock
- Funk-rock
- Garázsrock
  - Proto-punk
- Geek rock
- Glam rock
- Hard rock
- Heartland rock
- Instrumentális rock
- Jazz rock
- Keresztény rock
- Komédia rock
- Nemzeti rock
- Új hullám (New wave)
  - World fusion
- Occult rock
- Paisley Underground
- Pogány rock
- Pop-rock
  - Jangle pop
  - Power-pop
  - Szoft-rock
    - Yacht rock
- Progresszív rock
  - Avant-progresszív rock
  - Flamenco rock
  - Krautrock
  - Neo-progresszív rock
  - New prog
  - Post-progresszív
  - Proto-prog
  - Space rock
  - Szimfonikus rock
  - Zeuhl
- Pszichedelikus rock
  - Acid rock
  - Freakbeat
  - Neo-pszichedélia
  - Raga rock
- Punk-rock
  - Anarcho punk
    - Crust punk
      - D-beat

  - Art punk
  - Keresztény punk
  - Deathrock
  - Digital hardcore
  - Elektropunk
    - Dance-punk

  - Folk punk
    - Kelta punk
    - Cowpunk
    - Gypsy punk
    - Skót gael punk

  - Garázspunk
  - Glam punk
  - Grindcore
    - Crustgrind
    - Noisegrind
      - Gorenoise

    - Goregrind
    - Pornogrind

  - Hardcore punk
    - Beatdown hardcore
    - Christian hardcore
    - Crunkcore
    - Dallamos hardcore
    - Krishnacore
    - Post-hardcore
      - Emo

    - Queercore
    - Taqwacore
    - Thrashcore
      - Powerviolence

    - Street punk

  - Horror punk
  - Pop-punk
    - Neon pop

  - Nazi punk
  - Oi!
  - Psychobilly
  - Punk pathetique
  - Riot grrrl
  - Ska-punk
  - Skate punk
  - Trallpunk
  - Utcai punk
- Rap-rock
  - Rapcore
- Reggae rock
- Rockjazz
- Rock and roll
  - Rockabilly
    - Gothabilly
    - Psychobilly
- Rockopera
- Roots rock
- Southern rock
- Stoner rock
  - Desert rock
- Sufi rock
- Surf rock
- Swamp rock
- Trópusi rock
- Viking rock
- Visual kei
- Wizard rock
- Worldbeat

### Metal
- Heavy metal
  - Alternatív metal
    - Funk-metal
    - Nu metal
    - Rap-metal

  - Avantgarde metal
    - Drone metal
    - Posztmetal

  - Black metal
    - Atmospheric black metal
    - Blackened death metal
    - Blackgaze
    - Melodic black metal
    - Szimfonikus black metal
    - Viking metal
    - War metal

  - Keresztény metal
    - Unblack metal

  - Death metal
    - Death 'n' roll
    - Melodikus death metal
    - Technical death metal
    - Deathgrind

  - Doom metal
    - Death-doom

  - Drone metal
  - Extrém metal
  - Folk-metal
    - Kelta metal
    - Középkori metal
    - Pagan metal

  - Glam metal
  - Gothic metal
  - Indusztriális metal
    - Neue Deutsche Härte

  - Kawaii metal
  - Latin metal
  - Metalcore
    - Deathcore
    - Mathcore
    - Progresszív metalcore

  - Metalstep
  - Neoklasszikus metal
  - Nintendocore
  - Power metal
  - Pop metal
  - Progresszív metal
    - Djent

  - Sludge metal
  - Speed metal
  - Szimfonikus metal
  - Thrash metal
    - Crossover thrash
    - Groove metal

## Klasszikus zene
- Nyugati klasszikus (régi zene) 
  - Középkori zene (500–1400) 
    - ars antiqua (1170–1310)
    - ars nova (1310–1377)
    - ars subtilior (1360–1420)

  - Reneszánsz zene (kb. 1400–1600)
  - Barokk zene (kb. 1600–1750)
  - Bécsi klasszika (1750–1827)
  - Klasszicista zene (kb. 1730–1820)
  - Romantikus zene (kb. 1810–1900)
- 20. és 21. századi klasszikus (- napjainkig)
  - Impresszionista (kb. 1890–1925)
  - Neoklasszicista (1920–1950)
  - Posztmodern (1930-tól napjainkig)
  - Kísérleti zene (1950-től)
  - Kortárs klasszikus zene (1945 vagy 1975 - jelenkor)
  - Minimalista

- Indiai klasszikus
  - Karnátikus
  - Hindusztáni

- Közel-keleti klasszikus
  - Arab
  - Oszmán
  - Perzsa

- Délkelet-ázsiai klasszikus
  - gamelán, piphat stb.

- Kelet-ázsiai klasszikus

- Szinkretikus klasszikus

## Szakrális(vallási)
- Buddhista
  - Tibeti
- Hindu
- Iszlám
  - Szúfi (kavváli, gnaua)

- Keresztény
  - Egyházi
  - Apostoli vagy örmény
  - Katolikus 
    - Gregorián ének
    - Mise

  - Ortodox
  - Afro-amerikai 
    - Spirituálé
    - Gospel
- Újpogány
- Zsidó
  - Kabbalisztikus

## ABC lista
Ez a különféle klasszikus és könnyűzenei stílusok (nem teljes) listája.
- acid house
- acid rock
- acid trance
- acid jazz
- aggrotech
- alternatív metal
- alternatív rock
- ambient
- bachata
- barokk
- bebop
- black bass
- black metal
- blues
- boogie-woogie
- bounce
- breakcore
- breakbeat
- britpop
- calypso
- cool jazz
- crag
- chillout
- chiptune
- cigányzene
- country
- Crunk & B
- dance
- dancehall
- dark psychedelic trance
- darkstep
- death metal
- deathstep
- disco
- doom metal
- downtempo
- drum and bass
- drumstep
- dub
- dubstep
- dusken
- dzsessz
- easy style
- electronic body music
- elektronikus zene
- elektropunk
- emo
- environmental
- ethereal wave
- fado
- folk-metal
- folk-rock
- funk
- futurepop
- future bounce
- future house
- fusion jazz
- gabba
- garage rock
- glam rock
- goa trance
- gothic rock
- gregorián
- grunge
- hairhead
- hard bop
- hard rock
- hardcore punk
- hardcore techno
- heavy metal
- Hi-NRG
- hiphop
- house
- IDM
- indie
- industrial metal
- industrial rock
- jazz
- j-pop
- Jungle
- jugband
- k-pop
- karácsonyi zene
- kávéházi cigányzene
- klasszicista
- klezmer
- lounge
- melbourne bounce
- mento
- merengue
- metalcore
- metalstep
- nemzeti rock
- neofolk
- neue deutsche härte
- new jack swing
- nightcore
- ns rock
- nu metal
- nu scool breaks
- oberkrainer
- Oi!
- pop
- pop-punk
- post bop
- post-hardcore
- progresszív rock
- psychobilly
- pszichedelikus rock
- punk
- punk-rock
- punk n’ roll
- ragga
- rap
- reggae
- reggaetón
- reneszánsz
- riddim
- rhythm and blues (R&B)
- rock
- rockabilly
- rocksteady
- romantikus
- salsa
- screamo
- ska
- skinhead
- sliece
- smooth jazz
- soldier
- soul
- stadion rock
- streetpunk
- swing
- tangó
- techno
- trance
- thrash metal
- trap
- tviszt
- újhullám
- viking metal
- világzene
- yé-yé